# Pesquisas de opinião sobre o impeachment de Dilma Rousseff

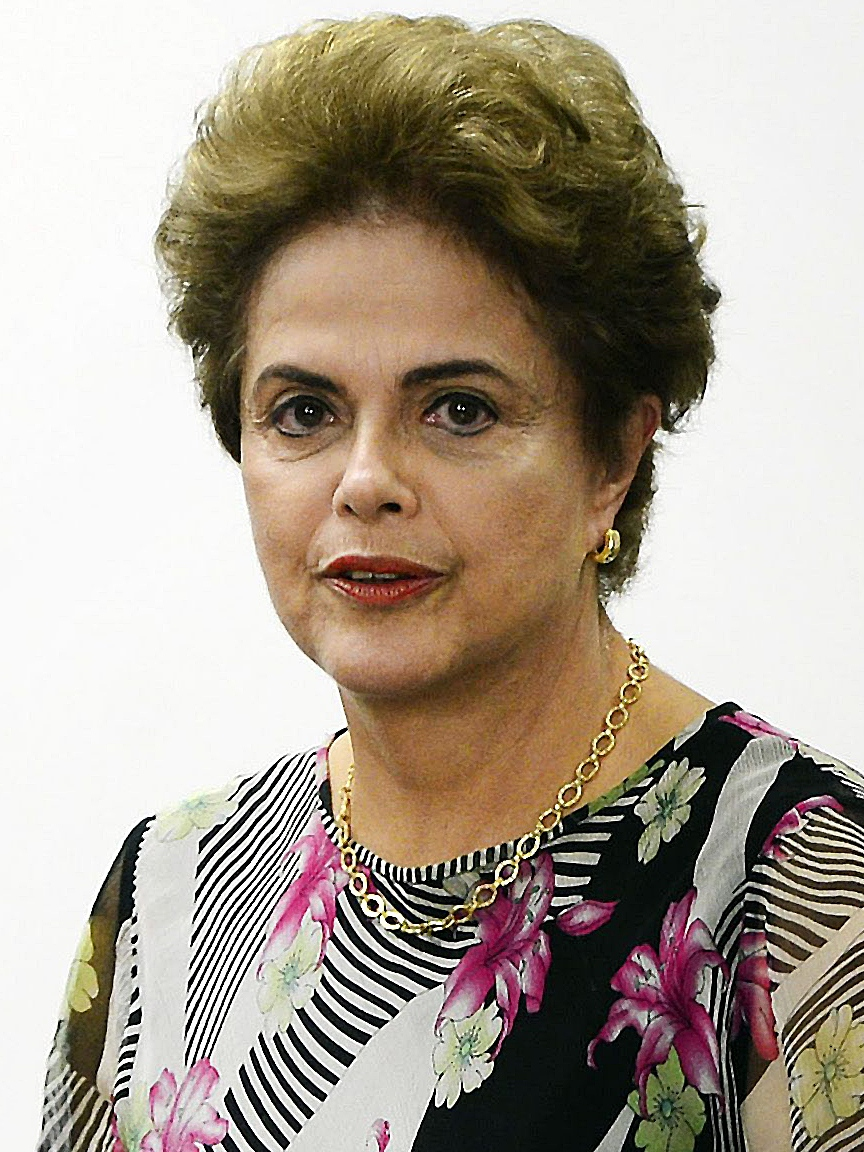
A então Presidente Dilma Rousseff em fevereiro de 2016.

Desde que o impeachment de Dilma Rousseff como Presidente do Brasil passou a ser motivo de debates e a ocupar grande espaço na mídia, os principais institutos de pesquisas do país passaram a realizar pesquisas de opinião sobre o assunto.

## Pesquisas

### Opinião pública
Em geral, a questão colocada aos eleitores tem sido: "Dilma Rousseff deve ser removida da presidência?" ou "O Congresso Nacional deveria abrir um processo de impeachment contra a presidente Dilma?"
| Data      | Instituto          | Amostra | Sim   | Não   | Não sabe | Diferença |
| --------- | ------------------ | ------- | ----- | ----- | -------- | --------- |
| 9–12 Abr  | Vox Populi         | 2.000   | 57%   | 38%   | 6%       | 28%       |
| 7–8 Abr   | Datafolha          | 2.779   | 61%   | 33%   | 6%       | 28%       |
| 28–29 Mar | Ideia Inteligência | 10.005  | 69%   | 31%   | —        | 38%       |
| 17–18 Mar | Datafolha          | 2.794   | 68%   | 27%   | 5%       | 41%       |
| 24–25 Fev | Datafolha          | 2.768   | 60%   | 33%   | 3%       | 27%       |
| 17–18 Fev | CNT                | 2.002   | 55,6% | 40,3% | 4,1%     | 15,3%     |
| 13–27 Jan | Ipsos              | 1.200   | 60%   | 22%   | 18%      | 38%       |
| 22–26 Jan | Paraná Pesquisas   | 2.004   | 59,4% | 38,2% | 2,4%     | 21,2%     |
| 2016      |                    |         |       |       |          |           |
| 16–17 Dez | Datafolha          | 2.810   | 60%   | 34%   | 6%       | 26%       |
| 5–9 Dez   | Ibope              | 2.002   | 67%   | 28%   | 4%       | 39%       |
| 24–25 Nov | Datafolha          | 3.541   | 65%   | 30%   | 5%       | 35%       |
| 20–24 Out | Datafolha          | 2.002   | 61,3% | 33,8% | 4,9%     | 27,5%     |
| 6 Ago     | Datafolha          | 3.358   | 66%   | 28%   | 5%       | 38%       |
| 21 Jul    | CNT/MDA            | 2.002   | 62,8% | 32,1% | 5,1%     | 30,7%     |
| 11 Abr    | Datafolha          | 2.834   | 63%   | 33%   | 4%       | 30%       |
| 21 Mar    | CNT/MDA            | 2.002   | 59,7% | 34,7% | 5,6%     | 25%       |
| 2015      |                    |         |       |       |          |           |

### Deputados federais
O Datafolha também ouviu 315 deputados federais, entre os dias 7 e 18 de dezembro de 2015. 215 (42%) eram favoráveis ao impedimento. Como seriam necessários 342 votos, ainda faltavam 127. Do outro lado, 159 deputados (31%) disseram que votariam contra o impedimento, portanto ainda eram necessários mais 12 votos para atingir a marca de 171, que evitaria a perda do cargo. Os 27% restantes estavam indecisos. Dos deputados governistas, 26% do total eram favoráveis e 33% dos membros do PMDB queriam o impedimento. A pesquisa mostrou uma ligeira melhora para a presidente, em relação a uma outra pesquisa, feita em outubro daquele ano.